# Chris Riggott
Christopher Mark Riggott (Derby, 1º settembre 1980) è un ex calciatore inglese, di ruolo difensore.

## Carriera

### Club
Ha giocato nella prima divisione inglese.

### Nazionale
Ha partecipato agli Europei Under-21 del 2002.

## Palmarès

### Club

#### Competizioni nazionali
- Coppa di Lega inglese: 1

Middlesbrough: 2003-2004